# Mištar
Mištar (cyr. Миштар) – wieś w Bośni i Hercegowinie, w Republice Serbskiej, w gminie Čajniče. W 2013 roku liczyła 35 mieszkańców.